# 白首乌
白首乌（学名：Cynanchum bungei）何首乌的一种，为夹竹桃科鹅绒藤属的植物。

## 形态
白首乌为攀缘性半灌木，有圆柱形或圆球形肉质块根，茎纤细而韧，被微毛；叶片戟形对生，两面被粗硬毛，以叶面较密；伞形聚伞花序生于叶腋，夏季开白色花；蓇葖果披针形，单生或双生。

## 分布
分布在朝鲜半岛以及中国大陆的河南、河北、山西、内蒙古、山东、辽宁、甘肃等地，生长于海拔1,500米的地区，多生在路边的灌木丛中、山坡、山谷、河坝或岩石隙缝中，目前尚未由人工引种栽培。

## 别名
泰山何首乌、地葫芦、山葫芦